# 山口たか
山口 たか（やまぐち たか、1950年1月4日 - ）は、日本の女性政治家。東京都で出生、元札幌市議会議員。市民自治を創る会代表、日独平和フォーラム北海道代表。

## 経歴
- 1968年 - 光塩女子学院高等科卒業（東京都杉並区）
- 1973年 - 早稲田大学教育学部中退
- 1991年 - 市民ネットワーク北海道所属の豊平区選出札幌市議会議員（3期12年）
- 2003年 - 札幌市長選挙に立候補するが全候補者が25パーセントの得票得られず再選挙（最多得票は上田文雄、同2位は中尾則幸）、山口自身は供託金を没収され再選挙には不出馬だった。
- 2004年 - 北海道東海大学非常勤講師
- 2007年 - 第21回参議院議員通常選挙に、比例区から社民党公認で立候補するが落選（ただし次点のため2013年まで繰り上げ当選の可能性有す）。
- 2009年 - 第45回衆議院議員総選挙に、比例北海道ブロックから社民党公認（同1位）で立候補するが落選。
- 2011年 - 北海道議会議員選挙札幌市豊平区選挙区に無所属で立候補するが落選。